# 833 Monica
833 Monica
833 Monica là một tiểu hành tinh ở vành đai chính, thuộc nhóm tiểu hành tinh Eos. Nó được Max Wolf phát hiện ngày 20.9.1916 ở Heidelberg. Không biết rõ nguồn gốc tên của nó.